# Station Metan
Station Metan is een spoorwegstation in de Poolse plaats Nowy Kamień.